# Sumberdukun
Sumberdukun is een bestuurslaag in het regentschap Magetan van de provincie Oost-Java, Indonesië. Sumberdukun telt 1924 inwoners (volkstelling 2010).